# Nyepi
Nyepi ist der balinesische „Tag der Stille“, des Fastens und der Meditation. Er ist der höchste hinduistische Feiertag auf Bali und ein allgemeiner Feiertag in ganz Indonesien. Nyepi wird nicht nur auf Bali gefeiert, sondern teilweise auch in anderen Teilen Indonesiens, in denen eine hinduistische Minderheit lebt, z. B. in Ostjava und Westlombok.
Nyepi wird gefeiert am Tag nach Neumond zunächst des Tages der Tag-und-Nacht-Gleiche im ersten Tertial (Nyepi 2025 am 29. März). Nyepi bezeichnet den ersten Tag eines neuen Jahres nach dem traditionellen Balinesischen Mondphasen-Kalender Saka. Nyepi wird auch als „Balinesisches Neujahr“ bezeichnet.

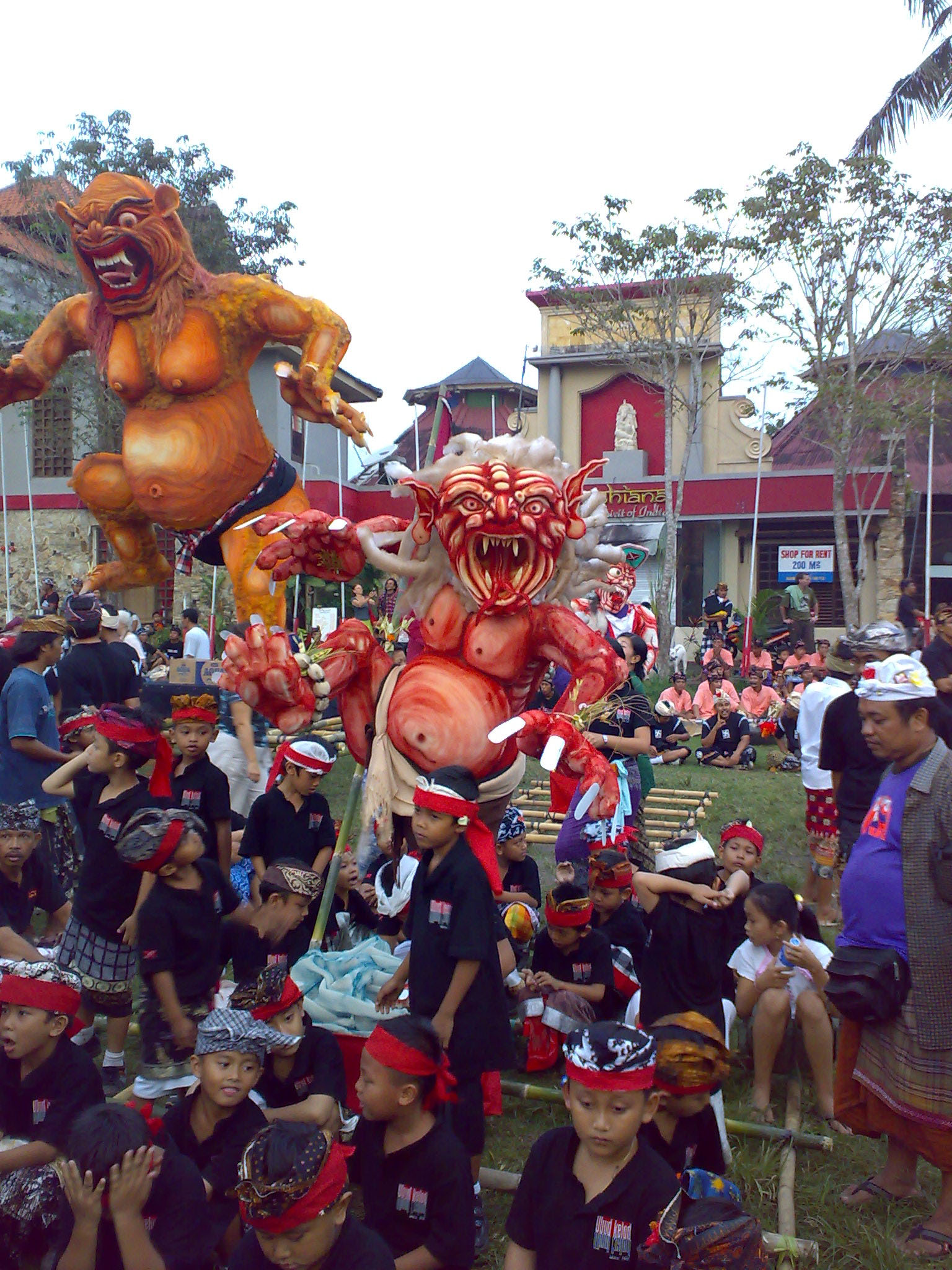
Ogoh-Ogoh's in Ubud

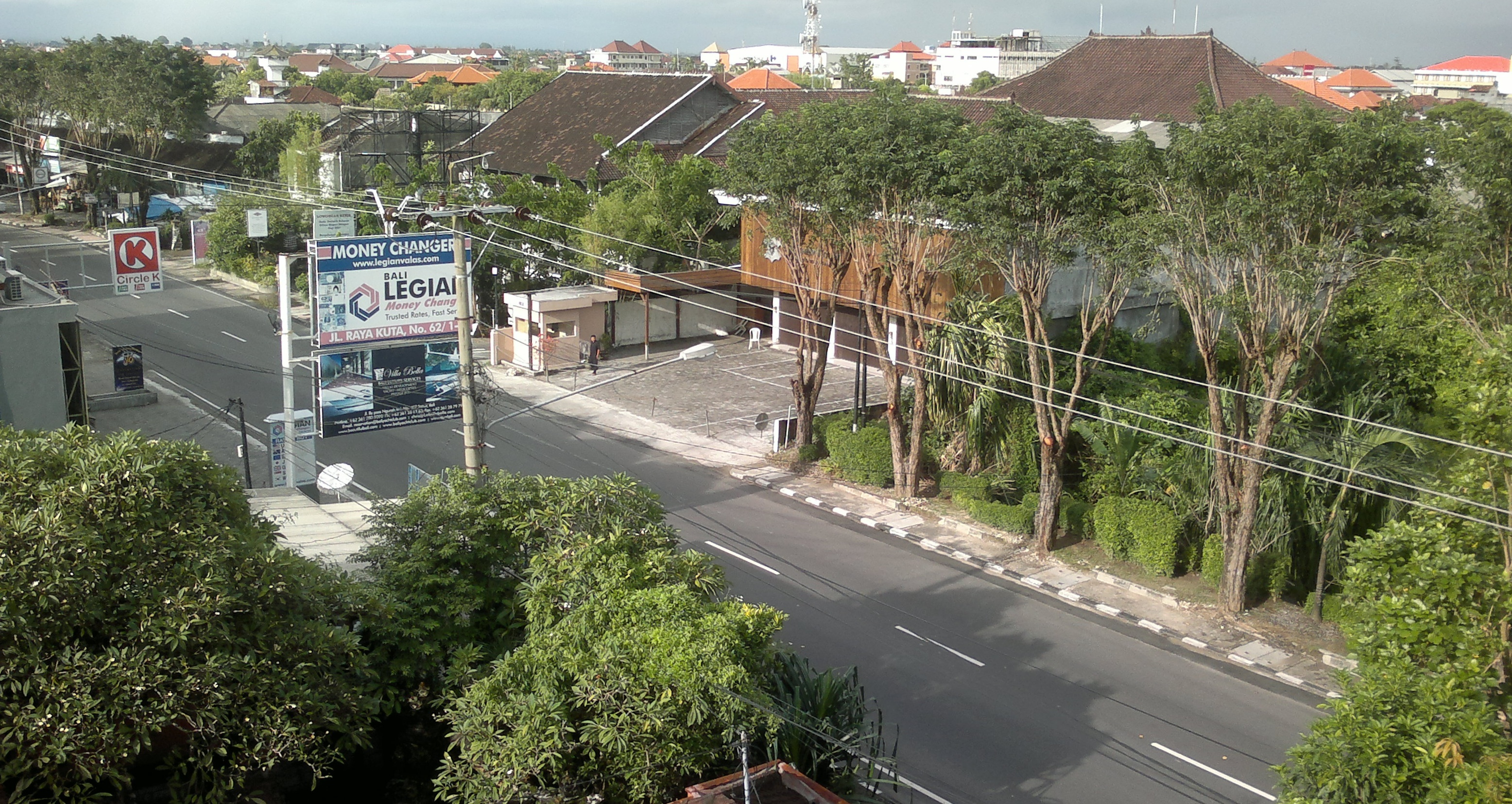
Verlassene Straßen in Bali während Nyepi

## Ablauf
Die Nyepi-Feierlichkeiten ziehen sich über mehrere Tage hin:

### Melasti (drei Tage vor Nyepi)
Während der Melasti-Zeremonie werden heilige Objekte (Arca, Pratima und Pralingga) aus den Tempeln in einer Prozession zur nächsten Wasserstelle gebracht (Meer, See oder Fluss), wo die Statuen gereinigt werden (durch die Kraft des Wassergottes Baruna). Tieferer Sinn der Zeremonie ist die Reinigung der Natur, aber auch die Amerta (Quelle des ewigen Lebens) aus dem Wasser zu gewinnen.

### Tawur Kesanga (am Tag vor Nyepi)
Am Tag vor Nyepi wird eine eigentliche Exorzismus-Zeremonie durchgeführt. An der Hauptstraße der jeweiligen Dörfer (dem gedachten Treffpunkt der Dämonen) werden karnevalsähnliche Umzüge veranstaltet. Dabei werden Ogoh-Ogoh genannte Puppen mitgeführt, welche alle bösen Geister symbolisieren. Am Abend kulminieren die Feierlichkeiten im Ngerupuk, wo die Ogoh-Ogoh's unter Veranstaltung von großem Lärm verbrannt werden. Sinn der Zeremonie ist die Verbannung aller bösen Geister aus den Dörfern und dem Leben der gläubigen Balinesen, um so wieder ein Gleichgewicht zwischen den Göttern, den Menschen und der Natur herzustellen.

### Nyepi
Nyepi beginnt um 6 Uhr morgens und dauert bis 6 Uhr morgens des folgenden Tages. In diesen 24 Stunden müssen folgende Regeln streng beachtet werden:
- Amati lelanguan (keine Festivitäten): absolute Stille, Fasten, keine Vergnügungen jeglicher Art;
- Amati lelungan (Reiseverbot): Die Häuser dürfen nicht verlassen werden;
- Amati karya (Arbeitsverbot): Es darf nicht gearbeitet werden;
- Amati geni (Feuerverbot): kein Feuer, kein Licht.

Der gläubige Balinese verbringt den Tag in Meditation (Tapa/Yoga brata).
Diese Regeln werden in Bali sehr strikt eingehalten. An Nyepi sendet keine Radio- oder Fernsehstation. Der internationale Flughafen ist für sämtlichen Flugverkehr unterbrochen, es fährt kein einziges Fahrzeug auf den Straßen (Rettungsfahrzeuge ausgenommen). Es werden keine Fußgänger auf den Straßen oder an den Stränden geduldet. Eine große Stille liegt über der gesamten Insel, am Abend und in der Nacht ist es fast völlig dunkel. Auf den Straßen patrouillieren sogenannte Pecalang, in schwarz-weiß karierten Sarongs gekleidete Religionspolizisten, welche die Einhaltung der Regeln kontrollieren. Die Einhaltung der Regeln (zumindest des Ausgehverbots) wird auch von den Touristen erwartet.
Tieferer Sinn von Nyepi ist ein Neuanfang in möglichst großer Reinheit. Die geübte Selbstkontrolle soll zur spirituellen Reinheit führen. Eine andere Interpretation von Nyepi besagt, dass durch die Stille und Dunkelheit den vorbeiziehenden Dämonen und bösen Geistern vorgegaukelt werden soll, die Insel sei verlassen, so dass sie weiterziehen und die Menschen vor ihrem schlechten Einfluss bewahrt werden.
Zu Nyepi 2018 und 2019 wurde auf Bali außerdem das mobile Internet abgeschaltet. Dies gilt auch für 2024.

### Ngembak Geni (Tag nach Nyepi)
An Ngembak besuchen sich die Balinesen gegenseitig, um sich um Vergebung zu bitten und so gereinigt in das neue Jahr zu starten. Das soziale Leben wird wieder aufgenommen. Der gläubige Hindu verbringt den Tag aber auch mit dem Studium der alten Schriften, Gesänge und Gedichte.